# DMM.com
合同会社DMM.com（ディーエムエム・ドット・コム、英: DMM.com LLC）は、ECサイト「DMM.com」を運営する日本の企業。
DMMグループは石川県加賀市においてビデオレンタル店を開店したのを契機に、アダルトビデオの販売、動画配信で急成長を遂げた。2018年現在、動画配信事業とオンラインゲーム事業、FX等の金融サービスを主力として、オンライン英会話サービス、モノづくり支援事業、通販、オンラインレンタル、電子書籍配信事業、太陽光発電事業、アミューズメント事業、フットボール事業、オンラインサロン事業、アニメーション事業など約40以上のサービスを展開している。
DMMのインターネット事業は、KCのインターネット部として始まり、1998年7月にインターネット動画配信サイト「DMM（dmm.co.jp）」のサービスを開始し、2003年7月に株式会社デジタルメディアマートが動画やゲーム・電子書籍を配信するサイト「DMM.com」を開設した。
「DMM.com」は2021年現在、会員数が3500万以上に到達した。2022年時点で10周年を迎えた「DMM GAMES」、会員数は3100万人を突破。
「DMM」という社名の由来について、創業者である亀山敬司は元々それ自体は意味を持たないと語っており、一方でIT部門立ち上げより責任者として携わっていた松栄立也は「夢工場」を意味する「Dream Mill」が由来であると語っている。「Digital Media Mart」や、「誰もが見たくなる未来」（Daremoga Mitakunaru Mirai）の略であるという由来解釈は後付けである（いわゆるバクロニム）。通販、動画配信、ネット宅配DVDレンタルなどを行う総合エンターテイメント サイトDMM.comを運営する旧「株式会社デジタルメディアマート」が、DMM.comを運営している会社であることがわかりやすいように、2011年2月1日に株式会社DMM.comに社名変更した。

## 沿革
- 1986年 - 亀山敬司が現・DMM.com Baseを母体として石川県小松市でレンタルビデオ店舗買収する形でレンタルビデオ店を開業、半年で撤退し、加賀市にてレンタルビデオ店「ビデオバンクKC」を開店[10][11]。
- 1990年 - ファミコン店のフランチャイズを行う目的で、後にアダルトビデオの版権ビジネスを行う北都を設立[12]。
- 1997年 - 株式会社ケー・シー（現・DMM.com Base）が本格的に物流業を開始。ハッピー片山津跡地（現 砂走公園）に物流センターを開設。
- 1998年7月7日 - KC物流センター（現・砂走公園）にてインディーズAVの配信サイト「DMM」を開始[13]。
- 1999年
  - VHS通販を開始。
  - 11月17日 - 加賀市に株式会社デジタルメディアマート（現・DMM.com）設立。
- 2000年
  - 4月 - 株式会社ドーガ（現・DMM.comラボ）を設立。
  - 5月 - 株式会社ジーオーティーが、アダルトビデオ情報誌「月刊DMM（現・月刊FANZA）」を創刊[14]。
  - 6月 - DMMライブチャットを開始[15]。
  - 7月 - オンラインコミック（電子書籍）を開始[16][17]。
- 2001年
  - 5月 - DVD通販を開始。
  - 9月 - 同人誌・同人ソフト通販を開始[18]。
- 2002年
  - 株式会社デジタルメディアマート（現・DMM.com）の代表取締役社長に松栄立也が就任。
  - 本社を渋谷区恵比寿の恵比寿ガーデンプレイスに移転。
  - 7月 - 動画配信、通販をメインとしたインターネットサイト「DMM」をスタート。旧DMMの全ての有料サービスをドリームチャンネルに移行[19]。
- 2003年
  - 4月 - DVDオンラインレンタル事業に参入。
  - 7月4日 - 株式会社デジタルメディアマート、動画、ゲーム、電子ブック配信サイト「DMM.com」開設[20]。
- 2004年 - 月々定額で動画を楽しめる月額動画サービスを開始。電子書籍サービスを開始。
- 2005年 - オンラインレンタル事業に音楽CD・コミックスを追加。
- 2006年
  - テレビCMの放送開始。
  - ネットカフェ店舗向けVODサービスDMMチャンネル（現・FANZAチャンネル）を開始。
  - 12月31日 - 「PRIDE 男祭り 2006 -FUMETSU-」をライブ中継[21]
- 2007年6月 - マーケットプレイス公開。
- 2008年
  - 3月 - X JAPANのライブをライブ配信[22]。
  - 12月 - DMM.TVサービス開始[23]。
- 2009年
  - 2月 - 月額動画サービスでAKB48 LIVE!! ON DEMANDを開始[24]。
  - 3月 - SVC証券（現：DMM.com証券）を買収し、FX事業に参入。
  - 7月 - DMMFXをリリース。
  - 8月 - DMM.TV for Blu-ray Discサービス開始[25]。
- 2010年
  - 4月 - ファッション&なんでもレンタルサービス（現・いろいろレンタル）を開始。
  - 8月3日 - DMMポイントオークションサービス開始。
  - 12月1日 - DMMクーポンサービス開始。
- 2011年
  - 2月1日 - 株式会社デジタルメディアマートは株式会社DMM.comに、株式会社ドーガは株式会社DMM.comラボに社名変更。
  - 4月13日 - DMM.水をサービス開始。
  - 6月 - チャリティーオークションサービス開始。
  - 9月12日 - DMMクーポンサービスを終了。
  - 9月15日 - DMMポイントオークションサービスを終了。
  - 12月 - フィーチャーフォン版オンラインゲームサービス開始[26]。
- 2012年
  - 2月 - 太陽光発電事業に参入。法人向け販売とメガソーラーの建設もスタート。
  - 2月17日 - iPhoneとiPad対応の電子書籍ビューアーアプリ「DMM Books」をリリース。
  - 4月 - スマートフォン版オンラインゲームサービス開始。
  - 5月 - DMM×チャリロトサービス開始。
  - 6月 - DMM通販の法人向け出店サービス「DMM.shops」を開始。
  - 7月 - 「2.5次元てれび」公開。
  - 8月 - PC版オンラインゲームサービス開始[27]。
  - 9月28日 - DMM.TV for Blu-ray Discサービスを終了。
- 2013年
  - 4月 - 『艦隊これくしょん -艦これ-』公開。
  - 5月 - オンライン英会話サービス開始。
  - 7月 - 3Dプリントサービスの提供開始。株式会社OVERRIDE（現・DMM.com OVERRIDE）をグループ化。
  - 8月 - 「DMMぱちタウン」サービス開始。
  - 10月 - 「肉会」サービス開始。
  - 11月 - DMMマネーカード(現・DMMプリペイドカード)を全国のコンビニエンスストアで販売開始。
- 2014年
  - 3月 - PlayStation Vitaにて動画配信サービスを提供開始。
  - 4月 - AV女優・アダルトビデオの賞イベント「DMMアダルトアワード（現：FANZAアダルトアワード）」開始。
  - 8月 - 数量・地域限定で「DMMかき氷」の販売開始[28]。
  - 11月 - VR動画のβサービススタート[29][30]。
  - 11月11日 - 秋葉原にハードウェア・スタートアップ支援施設「DMM.make AKIBA」を開設。
  - 12月 - MVNO事業「DMM mobile」サービス開始[31]。
- 2015年
  - 1月 - 「DMM.make ROBOTS」サービス開始。
  - 2月 - 「DMM.make クラウドソーシング」サービス開始[32]。
  - 5月 -アイドル応援アプリ「DMM.yell」サービス開始。
  - 8月1日 - セレゴ・ジャパン株式会社の運営する英語学習サービス「iKnow!」を事業譲受[33]。
  - 8月 - WideWireWorks株式会社が株式会社DMM.futureworksへ社名変更し、DMMグループとなる。
  - 8月6日 - DMM.make STOREサービス開始[34]。
  - 9月 - 海外版DMM.make STOREサービス開始[35]。
  - 9月 - 3DCGホログラフィック専用エンタテイメント劇場 DMM VR THEATERが横浜駅西口にオープン。
  - 10月 - PlayStation 4用動画アプリを提供開始[36]。
- 2016年
  - 1月 - ゲーム系まとめサイトはちま起稿を買収。DMMぱちタウンの広告事業を株式会社ティーアイエスから株式会社DMM.comに移管。
  - 2月 - 「DMMラウンジ（現・DMMオンラインサロン）」サービス開始。
  - 3月 - アフリカ新規事業「DMM.Africa」開始。
  - 5月 - 「DMM講演依頼」サービス開始。
  - 6月 - 「DMM Starter」サービス開始。
  - 7月 - 法人向けサービス「DMMでんき」リリース[37]
  - 7月 - フジテレビ「お台場みんなの夢大陸2016」内にて、DMM.com・チームラボ・フジテレビによる「DMM.プラネッツArt by teamLab」を開催。
  - 9月 - 人権団体「ヒューマンライツ・ナウ」の児童ポルノに関する報告書の指摘を受け、制作時点で18歳未満のアイドル（ジュニアアイドル）・タレントが出演するイメージビデオの取り扱いを全面停止[38]。
  - 10月 - 株式会社CA (アダルトビデオ)を売却。はちま起稿を株式会社インサイトへ売却[39]。
  - 11月 - VR動画の有料配信サービスを開始[40]
  - 12月 - フレーバーキット「FLEVO」販売。
  - 12月 - 一般社団法人DMMアカデミーを設立。
  - 12月 - 企業間取引マッチング家事代行サービス「DMM Okan（オカン）」サービススタート。
- 2017年
  - 1月 - DMM.comとDMM.comラボの代表取締役社長に片桐孝憲が就任。
  - 1月11日 - DMM.comが株式会社アイジェットの全株式を取得し、子会社化。
  - 1月27日 - DMM.comがピックアップ株式会社と株式会社nana musicの株式を取得し、子会社化[41]。
  - 2月 - DMM.comグループの持株会社株式会社DMMホールディングス（現・株式会社DGホールディングス）を設立し、亀山敬司が会長に、松栄立也が社長に就任。
  - 2月 - 留学エージェント事業「DMM留学」を開始 [42]。
  - 2月 - DMM.comがシナプス株式会社の株式を取得し、子会社化[43]。
  - 3月 - 本社を港区六本木の六本木グランドタワーに移転[44]。
  - 3月 - アニメーションレーベル「DMM pictures」設立 [45]。
  - 4月 - ルワンダ共和国でソフトウェア開発・運営を行うHEHE LABS Ltd.の全株式を取得し、完全子会社化。ルワンダ共和国で公共交通機関向けの電子マネー事業を行う AC GROUP Ltd.に出資[46]。
  - 4月26日 - PlayStation 4用動画アプリがPlayStation VRに対応[47]。
  - 5月 - グループ各社の管理部門業務（本社機能）を株式会社DMM.com Baseから株式会社DMMホールディングス（現・株式会社DGホールディングス）へ移管[48]。
  - 6月 - DMMグループがサッカーベルギー1部リーグシント＝トロイデンVVを運営する、STVV N.V.の一部株式を取得し、パートナーシップを締結。
  - 7月 - 定額制PCゲームソフト遊び放題サービス「DMM GAMES PREMIUM」を開始[49]。
  - 8月 - DMM.com証券とDMMドリームクラブが、競走用馬ファンド「DMMバヌーシー」の募集開始。
  - 8月 - 独自の暗号通貨を用いたクリエイター支援サービスの展開をしている株式会社Onokuwaに出資[50]。
  - 9月 - ライブ配信アプリ「LIVEcommune」をリリース[51]。
  - 10月 - 仮想通貨のマイニング事業「DMMマイニングファーム」の運営を開始[52]。
  - 11月 - オンラインくじ事業「DMMスクラッチ」がサービス開始[53]。
  - 11月 - ベルギー1部リーグのシント＝トロイデンVVの経営権を取得したことを発表[54]。
  - 11月 - アプリ「CASH」運営の株式会社バンク（代表取締役兼CEO：光本勇介）を子会社化。
  - 12月 - 株式会社ビデオマーケットと動画配信サービスで業務提携[55]。
  - 12月 - VR動画サービスがWindows Mixed Realityに対応。
  - 12月 - 「DMM かりゆし水族館（仮称）」プロジェクトを発表[56]。
  - 12月 - 株式会社DMM FX ホールディングスが、株式会社テコテックから株式会社東京ビットコイン取引所の全株式を取得し、子会社化。同月12日に株式会社東京ビットコイン取引所を株式会社DMM Bitcoinへ商号変更[57]。
- 2018年
  - 1月4日 - 仮想通貨のマイニングに用いるマイニングマシンの研究開発チームの「DMMマイニングラボ」を新設[58]。
  - 1月11日 - DMM Bitcoinが、仮想通貨取引所「DMM Bitcoin」開始[59]
  - 1月17日 - ブロックチェーン技術を使ったスマートコントラクト事業を開始[60]。
  - 1月18日 - 株式会社スマートエナジーと提携し、太陽光発電システムの日常監視からトラブル復旧、保安や除草など、太陽光発電所の運転・保守点検サービスであるDMM energy O&Mの提供を開始[61]。
  - 1月24日 - 東京エレクトロン デバイスから献立提案サービス「ohganic（オーガニック）」を取得し、再開[62]。
  - 1月25日 - 3Dプリントのマスプロダクションサポートサービスを開始[63]。
  - 3月1日 - 株式会社DMM.comと株式会社DMM.comラボのゲーム事業の権利義務の一部を合同会社DMM GAMESへ、株式会社DMM.comのインターネットサービス事業の権利義務の一部を株式会社デジタルコマースへ承継[64]。
  - 3月26日 - DMM.comラボが早稲田大学理工学術院と共同研究室 「早稲田・DMM AIラボ」を設立[65]。
  - 3月30日 - 音楽レーベル「DMM music」を設立[66]。
  - 4月4日 - DMM.make AKIBA、モノづくり施設や工房サービスを開始・導入を検討する企業向けコンサルティングサービス「DMM.make AKIBA メイカースペース支援サービス」を開始[67]
  - 4月4日 - DMM.com証券が、国内株式のオンライントレード「DMM株」の提供を開始[68]。
  - 4月13日 - DMMグループが、非大卒育成事業を運営する株式会社ハッシャダイを子会社化[69]。
  - 4月19日 - DMM picturesにてプロダクト・プレイスメント事業を開始[70]。
  - 4月25日 - 坂部三樹郎とDMM.makeの協業によるファッションブランド「GIDDY UP」を発表[71]。
  - 5月15日 - 健康的な献立レシピ提案アプリ「MENUS(メニューズ)」を正式リリース[72]。
  - 5月15日 - 合同会社DMM GAMES、DMM GAMESプラットフォームのオープン化を開始[73]。
  - 5月17日 - DMMのVR動画サービスが「Oculus Go」に対応開始[74]。
  - 5月24日 - DMM.com 水族館およびリゾート関連の企画運営を行う子会社「株式会社DMM RESORTS」を設立[75]。
  - 5月25日 - 株式会社DMM.comを合同会社DMM.comに組織変更。
  - 6月1日 - 合同会社DMM.comを存続会社として株式会社DMM.comラボを合併[76]。
  - 6月1日 - 合同会社DMM.com、STVV N.V.、株式会社Candee、トランスコスモス株式会社の4社共同で、スタジアムのICT化を目指した「Connected Stadium（コネクテッドスタジアム）事業」を開始[77]。
  - 6月5日 - クルマ売却アプリ「DMM AUTO（オート）」のiOS版の提供を開始[78]。
  - 6月 - 株式会社DMM RESORT、映像展示開発部門「Creative Studio Mzo（ムゾウ）」を設立。
  - 7月7日 - DMM.comが20周年を迎える[79]。
  - 7月7日 - 「チームラボプラネッツTOKYO DMM.com」を東京豊洲にオープン[80]。
  - 8月 - 吸収分割により株式会社DGホールディングスの持分の保有を通じた投資先の経営管理事業に関する権利義務の一部を株式会社DMM GAMESホールディングスに継承[81]。
  - 8月1日 - 株式会社デジタルコマース運営のアダルト事業「DMM.R18」が「FANZA（ファンザ）」に名称変更。「FANZA」のシステム運用・構築は、引き続き合同会社DMM.comが継続管理していくことを株式会社デジタルコマースと合意[82]。
  - 8月1日 - DMM20周年キャンペーン応援大使にバーチャルユーチューバー「星名こむ」が就任[83]。
  - 8月23日 - 企業向けオリジナルユニフォーム制作サービス「DMM uni」をサービス開始[84]。
  - 9月18日 - DRONE SPORTS株式会社が運営する日本初のプロフェッショナルドローンレーシングチーム「RAIDEN RACING」のオフィシャルスポンサー契約を締結し、「DMM RAIDEN RACING」へチーム名を変更[85]。
  - 9月19日 - DMM GAMES、ベンチャー企業に対する投資や共創推進を行うコーポレートベンチャーキャピタル「DMM GAMES Ventures」を設立[86]。
  - 9月28日 - 出版レーベル「DMM PUBLISHING（パブリッシング）」を設立し、オンラインサロンを書籍化・販売を開始[87]。
  - 10月1日 - 旅行事業「DMM TRAVEL」を開始[88]。
  - 10月4日 - DMM競輪内に競輪専門メディアサイト「Odds Navi」を開設[89]。
  - 10月4日 - ベンチャーコミュニティ活性化に向けたマイノリティ出資「DMM VENTURES」を設立[90]。
  - 10月31日 - 株式会社終活ねっとを買収し[91]、ライフエンディング事業に参入。
  - 11月・12月 - DMM VENTURES、Cutesy, Inc.と株式会社LOAD&ROADに出資[92]
  - 11月21日 - プログラミング教育「WEBCAMP」の株式会社インフラトップを買収[93]。
  - 11月26日 - 株式会社レイヴンより、クイズ買取サイト「AQUIZ（アクイズ）」を事業譲受[94]。
  - 12月4日 - 株式会社日立物流、佐川急便株式会社と共同で日立物流京浜物流センター内に3D造形物の生産拠点を設置[95]。
  - 12月18日 - 株式会社インフラトップが運営するエンジニアへのキャリアチェンジを保証するプログラミングスクール「WEBCAMP PRO」のサービス名を「DMM WEBCAMP」に変更[96]。
- 2019年
  - 2月1日 - 合同会社DMM.comを存続会社として株式会社ネクストカレンシーを合併。
  - 2月1日 - 株式会社ジーニアスとの共同事業、ノベルゲーム配信サービス「DMM App Drama」をリリース開始[97]。
  - 2月12日 - 合同会社DMM GAMESが、韓国におけるゲーム事業展開のため「DMM GAMES KOREA Co., Ltd.」を設立[98]。
  - 4月9日 - 仮想通貨管理サービス「D・Asset」のβ版をリリース[99]。
  - 4月12日 - 消防車両事業を展開するハードウェアベンチャー株式会社ベルリングを買収[100]。
  - 5月 - DMM VENTURES、株式会社穴熊に出資[101]
  - 5月21日 - 酒販免許を取得し、酒販事業に参入。第一弾として、ケニア産ワインのブランド「Leleshwa（レレシュワ）」を国内で販売[102]。
  - 6月 - 株式会社DGホールディングス、新設分割により株式会社六本木アセットマネジメントに対して当社の株式又は持分の保有を通じた投資先の経営管理事業の権利義務の一部を継承[103]。
  - 7月16日 - 舞台事業を中心とするエンターテインメントレーベル「DMM STAGE」を設立[104]
  - 8月7日 - 石川県加賀市と3Dプリント技術の提供・連携を基本とした包括連携協定を締結[105]
  - 8月9日 - 山形県山形市と地方創生の推進に向けた包括連携協定を締結[106]
  - 8月・9月 - DMM VENTURES、株式会社ココドル、Bisu, Inc.、株式会社ジャパンヘルスケアの3社に出資[107]
  - 9月 - 会社分割により、MVNO事業「DMM mobile」およびフレッツ光を利用した高品質インターネットサービス事業「DMM光」を、楽天モバイル株式会社へ譲渡[108]
  - 9月5日 - オートレースくじ「DMM百万長者」サービス提供開始[109]
  - 9月12日 - DMM.com VR研究室 開発のVRシューティングゲーム「BOW MAN」リリース[110]
  - 9月25日 - 中古農機流通事業を展開する株式会社ファーマリーを買収[111]
  - 10月 - フランス発エンジニア養成機関一般社団法人42Tokyoを設立[112]
  - 10月 - DMM VENTURES、株式会社ルミナスと株式会社ペンマークに出資[113]
  - 11月 - DMM VENTURES、株式会社ダリアミーに出資[114]
  - 11月20日 - 金沢大学と地方創生に資するアントレプレナーシップ教育推進に関する連携協定を締結[115]
  - 12月1日 - 合同会社DMM.comを存続会社としてLive Styles株式会社を合併。
- 2020年
  - 1月1日 - 株式会社ティーアイエス、100%子会社のホビボックスを吸収合併[116]
  - 1月 - 一般社団法人HASSYADAI socialを設立
  - 2月5日 - 株式会社AlgoAgeと資本業務提携[117]
  - 2月6日 - 自動車査定予約サービス「ウルモビ by DMM AUTO」をサービス開始[118]
  - 3月 - 鳥獣被害対策を行う株式会社DMM Agri Innovationを事業開始[119]
  - 3月 - 株式会社DMMファイナンシャルサービスを設立
  - 3月 - 『DMM英会話』独自開発のレッスンシステムを活用したビデオ通話サービス「Bellbird（ベルバード）」を無料開放[120]
  - 4月 - DMM.com OVERRIDE、社名を株式会社OVERRIDEに戻す
  - 4月10日 - 合同会社DMM GAMES、合同会社EXNOAに商号変更[121]
  - 4月20日 - 合同会社EXNOA、社名変更に伴い、ゲームプラットフォームのブランドを「DMM GAMES」（一般）と「FANZA GAMES」（成人向け）に分ける[122]
  - 5月25日 - 株式会社DMM RESORTS、「DMMかりゆし水族館」沖縄県豊見城市に開館
  - 5月25日 - 『DMM コンサルティング』 始動
  - 6月4日 - ベルギー発、世界最大級の音楽フェス「TOMORROWLAND」とグローバルパートナーシップを締結し、デジタル開催『Tomorrowland Around The World, the digital festival』の国内スポンサー独占販売権を取得
  - 6月8日 - DMM VENTURES、Mantra株式会社に出資
  - 7月2日・3日 - アニメーション業界関係者支援を目的としたオンライン展示会「アニメサミット online for Business powerd by DMM.com」を開催
  - 7月30日 - DMMならではのM&A指針を示した「DMM M&A」ページを公開
  - 8月3日 - 株式会社エイチ・アイ・エスとDMM.comによる合弁会社「株式会社地域創生LAB」を2020年7月15日に設立し、8月3日に事業を開始
  - 8月3日 - DMM.make 3Dプリント事業において、ジュエリーブランド「ケイウノ」とコラボレーションした、オーダーメイドジュエリーサービス『DMM.make Qualia』を開始
  - 8月4日 - DMM.com、DMM.make AKIBAを通じ広島県・加賀市・山形市と地方創生を目的としたエリアパートナーを締結
  - 8月4日 - DMM.make 3Dプリント事業において、3Dプリンター「Ultimaker S3」のレンタルサービスを開始
  - 8月5日 - DMM uni事業、独自開発した商品管理システム「UNI-STOCK（ユニストック）」を本格始動
  - 8月26日 - 合同会社DMM.com、大阪府富田林市と包括連携協定を締結
  - 8月26日 - DMM.com、学校法人電子学園と包括連携協定を締結
  - 8月31日 - パールマーケティングソリューションズ株式会社（PMS）より、ポイントシステム「パールコロン」および来店ポイント第三者運用サービス「たまりっち」、PMS関連会社の株式会社P.Dディレクションよりアミューズメント事業を事業譲受
  - 9月1日 - DMM英会話、英語コーチング「プログリット（PROGRIT）」とサービス提携
  - 9月16日 - DMM英会話、経済産業省「EdTech導入実証事業」に採択
  - 9月18日 - 女性向け音声コンテンツレーベル 「Storytime Garden by DMM.com」を設立[123]
  - 9月23日 - DMM VENTURES、株式会社WAGOONに出資
  - 9月28日 - 合同会社DMM.com、グリーンリバーホールディングス株式会社と埼玉県深谷市で 太陽光利用型植物工場「Veggie」による水耕栽培装置の実証実験を開始
  - 9月 - DMMグループ、医師が考えた少額短期保険株式会社を子会社化
  - 10月6日 - 合同会社DMM.com、鳥羽市と包括連携協定を締結
  - 10月13日 - オンライン展示会プラットフォーム事業『DMM [SHOWBOOTH]（DMMショーブース）』をサービス開始
  - 10月27日 - 合同会社DMM.com、守谷市と包括連携協定を締結
  - 10月29日 - DMM.com、DMM.make AKIBAを通じ和歌山県、宇部市、川崎市、富田林市、浜松市、墨田区と地方創生を目的としたエリアパートナーを締結
  - 11月12日 - PlayStation®5（PS5TM）向け動画配信アプリ『DMM.com』の提供を開始
  - 11月12日 - DMM Agri Innovation、株式会社refactoryと業務提携を締結
  - 11月25日 - DMM VR lab(合同会社DMM.com テクノロジー本部VR研究室)、VR/3Dアプリ向け3Dアバター連携サービス「DMM VR Connect」および開発者向けSDKをベータリリース
  - 11月30日 - 1on1のオンライン配信ツール「talkport」を運営する株式会社seediveの株式取得（完全子会社化）
  - 11月30日 - ポケットカード株式会社との提携カード「DMMカード」の発行をスタート
  - 11月30日 - 経産省九州経済産業局 × DMM.make AKIBA、オンラインイベント「Next Innovators Pitch」 開催
  - 12月4日 - 動画配信サービスで提供するライブ配信において、フルHD並びにTVデバイスでの視聴に対応
  - 12月15日 - 森林管理&測量領域のDXを行う株式会社マプリィと資本提携
- 2021年
  - 1月18日 - 朝日放送グループホールディングスとDMM.comによる合弁会社 「株式会社ONE DAY DESIGN」を設立
  - 1月19日 - 映像制作ソリューション「FirstView by DMM.com」のサービス提供を開始[124]
  - 1月28日 - 日々の生活で植物由来の物を中心に取り入れる「プラントベース」のライフスタイルに基づいて、商品開発、プラントベースのライフスタイルを送るアスリートやインフルエンサーのマネジメント&キャスティング、コンサルティングを行う「DMM.Plant-based」事業を開始[125]
  - 2月8日 - 合同会社DMM.com、奈良県明日香村と包括連携協定を締結
  - 2月18日 - 合同会社DMM.com、新潟県新発田市と包括連携協定を締結
  - 2月24日 - 株式会社DMM Agri Innovation、株式会社TSJ、金沢機工株式会社とジビエ簡易加工処理施設と残渣炭化装置の運営、販売を目的とした業務提携を締結
  - 2月26日 - AI・AR・VR・VTuberなどの先端技術事業を手がける株式会社アイデアクラウドの株式取得（完全子会社化）
  - 3月1日 - 合同会社EXNOAが株式会社OVERRIDEを吸収合併。合同会社EXNOA、株式会社ティーアイエスの二次元コンテンツ事業を継承[126]
  - 3月19日 - インフルエンサーの育成サポートをはじめ、企業へのプロモーションの企画・提案まで実施する「DMM エージェンシー」のサービス提供を開始[127]
  - 3月25日 - 電子書籍サービス「DMM電子書籍」、「DMMブックス」へサービス名を変更[128]
  - 3月29日 - 合同会社DMM.com、Jリーグクラブ「アビスパ福岡」を運営するアビスパ福岡株式会社の一部株式を第三者割当増資にて取得[129]
  - 5月31日 - ピックアップ株式会社、クラウドストレージアプリ「POOL」を合同会社六花に事業譲渡
  - 5月31日 - ピックアップ株式会社の新設子会社株式会社アップハウス、株式会社CHAT NOVELが運営する新感覚チャット小説アプリ「CHAT NOVEL（チャットノベル）」を事業譲受[130]
  - 6月1日 - 合同会社DMM.comと石川県小松市が包括連携協定を締結
  - 6月8日 - 「DMMバーチャルオフィス」のサービス提供を開始[131]
  - 6月15日 - オンライン展示会サービス「DMMピッチ」開始[132]
  - 6月23日 - 合同会社DMM.comと株式会社オルトプラスによる合弁会社「株式会社DMMオンクレ」設立[133]
  - 7月1日 - 株式会社終活ねっとのライフエンディング事業（DMM のお葬式、DMMのお坊さん、DMMのお墓探し等）、保険代理店事業のすべてを吸収分割の方法により、株式会社 DMMファイナンシャルサービスに継承。
  - 10月1日 - 合同会社DMM.com、福岡県大川市と「地域活性化起業人制度」に関する協定を締結
  - 10月11日 - 合同会社DMM.com、山口県岩国市が2022年春に開設する市民向け交流施設「英語交流センター」の開設準備・運営業務を受託[134]
  - 12月1日 - DELISH株式会社との合弁会社「株式会社DMM NEXT」を設立[135]
  - 12月1日 - 新六本木クリニックと連携するオンライン診療事業「DMMオンラインクリニック」を開始[136]
  - 12月8日 - 千葉県流山市の行政提案型公募プロポーザル「流山市ブランド推進業務委託」に採択され、千葉県流山市ブランディングサイト「ながれやまStyle」を公開[137]
  - 12月22日 - 合同会社DMM.com、一般社団法人移住・交流推進機構に特別法人会員として参画[138]
- 2022年
  - 1月1日 - ウェブ縦読みマンガを含む電子書籍オリジナルコンテンツの企画制作事業を行うスタジオ「株式会社GIGATOON Studio」を設立[139]
  - 1月27日 - 合同会社DMM.com、株式会社DMM Boost及び株式会社Algoageと3社共同で、LINE公式アカウントを用いた機能拡張ツールを提供するSaaS事業「DMMチャットブースト」を本格始動[140]
  - 1月31日 - 合同会社DMM.com、DX時代のスポーツ産業の振興とスポーツエコシステムの確立を目的として発足されたスポーツエコシステム推進協議会に理事企業として参画[141]
  - 2月1日 - 合同会社DMM.com、株式会社DMM.futureworksを吸収合併[142]
  - 2月7日 - 合同会社DMM.com、株式会社ポニーキャニオンおよび株式会社キュー・テックと業務提携し、メタバースを活用した新しい音楽エンターテインメントの提供を目的とした「Virtual harevutaiプロジェクト」を発足[143]
  - 2月11日 - 株式会社DMM.com証券が提供する競走用馬ファンド『DMMバヌーシー』の所属馬として活躍したラヴズオンリーユーが米国のエクリプス賞にて、2021年度「最優秀芝牝馬」を受賞[144]
  - 3月2日 - 合同会社DMM.com、パチンコ・パチスロ情報サイト「スロパチステーション」を運営する株式会社ZIZAIを買収[145]
  - 3月10日 - DMMバーチャルオフィス、「AI秘書自動応答サービス」の提供を開始[146]
  - 3月14日 - DMM英会話、法人向け「コーチングサービス」の提供を開始[147]
  - 3月15日 - VRメタバースサービス「DMM Connect Chat（ディーエムエム コネクトチャット）」をリリース[148]
  - 3月15日 - 電子書籍サービス「DMMブックス」、縦読みマンガ「GIGATOON（ギガトゥーン）」の配信を開始[149]
  - 3月26日 - 合同会社DMM.com、山口県岩国市岩国市英語交流センター「PLAT ABC」をオープン[150]。
  - 4月1日 - 株式会社シーグリーンより、来店ポイントシステム「タメットCLUB」を事業譲受[151]
  - 4月18日 - 株式会社DMMオンクレ、オンラインクレーンゲーム「DMMオンクレ」の提供を開始[152]（同日休止・同年6月23日再開）
  - 4月25日 - DMM VENTURES、株式会社いろものへ出資[153]
  - 6月2日 - 株式会社DMM Bitcoin、株式会社オーバース及び株式会社coinbookの3社において、IEOのための基本合意書を締結[154]
  - 7月12日 - グループ子会社を通じて日本発ゲーム特化型ブロックチェーンプロジェクトOasysへ出資[155]
  - 7月22日 - 株式会社DMMファイナンシャルサービスのライフエンディング事業を分割し、ライフエンディングテクノロジーズ株式会社を完全親会社とする新設会社「LET株式会社」に事業譲渡[156]。
  - 8月 - 株式会社コミディア（現：株式会社スピーディ・プロパティ・マネジメント）から事業譲渡を受け、DMMグループ子会社として株式会社コミックストックを設立
  - 8月16日 - 合同会社DMM.com、DMM.make 3Dプリント事業において「3Dプリント住宅模型サービス」の提供を開始[157]
  - 9月1日 - 合同会社DMM.com、株式会社日光ソーラーパークと合同会社佐野馬場ソーラーパークを吸収合併
  - 9月6日 - ゲーム事業に関する戦略的子会社「株式会社Studio KUMASAN」を設立[158]
  - 10月 - 合同会社DMM.comの事業に関して有する権利義務の一部を合同会社EXNOAに承継[159]
  - 11月 - 株式会社DMMファイナンシャルサービスの保険代理店事業に関して有する権利義務の一部を株式会社DMM FS（現：株式会社DMMファイナンシャルサービス）に継承[160]
  - 11月11日 - DMMカードからDMMJCBCARDに変更になった[161]。
  - 12月1日 - DMM.comの新たなサブスク会員システム「DMMプレミアム」と、DMM.comの総合動画配信サービス「DMM TV」の提供を開始[162]
  - 12月 - DMM.make AKIBAの月額制オンラインコミュニティ「#ドットメイクラボ」の提供を開始[163]
- 2023年
  - 1月 - web3事業に関する新会社「株式会社DM2C Studio」を設立[164]
  - 1月30日 - DMM.make AKIBA、株式会社羽生田鉄工所とのパートナー契約締結を通じた事業支援を開始[165]
  - 2月1日 - 株式会社DMM NEXTのインフルエンサーマーケティング事業「STAR BOOST」を株式会社DMM Boostへ事業譲渡
  - 2月21日 - DMM.make AKIBA、加賀FEI株式会社とのパートナー契約締結を通じた事業支援を開始[166]
  - 3月7日 - オンラインイベント開催プラットフォーム「DMMイベントテクノロジー」をリリース[167]
  - 3月8日 - 「DMMプレミアム」と「pixivプレミアム」のセットプラン「DMM×pixiv推しホーダイ」を提供開始[168]
  - 3月17日 - イオンエンターテイメント株式会社との連携を開始[169]
  - 3月23日 - 「DMMプレミアム」と「DAZN Standard」のセットプラン「DMM×DAZNホーダイ」提供開始[170]
  - 3月30日 - アニメーション制作を実施する新会社「株式会社CUE」を設立[171]
  - 4月13日 - 大規模言語モデル等生成AI技術を活用した、サービスの開発・提供を手掛ける新会社「株式会社Algomatic」を設立[172]
  - 5月2日 -「DMM TV」と朝日放送テレビによるドラマ共同企画プロジェクト第1弾作品「サブスク彼女」を独占配信開始[173]
  - 5月9日 - 動画をアップロードするだけでオウンドメディアを構築できる動画プラットフォーム「MOVIE BOOTH（ムービーブース）」を提供開始[174]
  - 5月11日 - ハズレなしの店舗くじサービス「DMMくじ」を開始[175]
  - 6月1日 - 合同会社DMM.com、株式会社DMMオンクレを吸収合併[176]
  - 6月8日 - 株式会社Algomatic、株式会社Bison Holdingsを完全子会社化[177]
  - 6月26日 - 株式会社DM2C Studio、web3プロジェクト「Seamoon Protocol（シームーン・プロトコル）」を開始[178]
  - 7月1日 - 合同会社DMM.com、合同会社ASH SOLAR POWER3を吸収合併[179]
  - 7月26日 - 株式会社インフラトップ、仕事先を探しているフリーランスエンジニアとIT人材を必要としている企業とのマッチング事業「DMMフリーランス」を開始[180]
  - 8月1日 - 合同会社DMM.com、合同会社姶良ソーラーパーク望月01と株式会社DMMFSを吸収合併[181]
  - 8月1日 - 株式会社インフラトップ、エンジニア・マーケターを目指す人以外のキャリアもサポートするため、キャリアコーチング事業「DMM CAREERCAMP」を開始[182]
  - 8月1日 - ChatGPTを搭載したAI英会話チャット「DMM英会話 AI Beta版」をローンチ[183]
  - 9月1日 - 合同会社DMM.com、合同会社姶良ソーラーパーク望月02を吸収合併[184]
  - 9月 - 株式会社コミックストックが、株式会社フューチャーコミックスと株式会社GIGATOON Studioを吸収合併し、株式会社CLLENNに社名変更[184]
  - 9月 - DMMグループ持株会制度を導入し、運用開始[185]
  - 10月3日 - 合同会社DMM.com、合同会社姶良ソーラーパーク望月03と合同会社姶良ソーラーパーク望月04と合同会社姶良ソーラーパーク望月04と合同会社姶良ソーラーパーク望月05と合同会社姶良ソーラーパーク望月07を吸収合併[186]
  - 11月 - 合同会社DMM.com、合同会社ソーラーパーク3号を吸収合併[187]
  - 11月28日 - 株式会社エムフロが運営するポイントサイト「アメフリ」において、「DMMポイント」がチャージできる「DMMポイントコード」への交換を開始[188]
  - 11月29日 - 合同会社DMM.comと新潟県村上市が、「持続可能な地域づくりに関する協定」を締結[189]
  - 12月1日 - 合同会社DMM.comと鹿児島県東串良町が 包括連携協力を締結[190]
  - 12月 - 電気自動車（EV）インフラ事業へ参入し、商業施設や宿泊施設、公共施設、マンション等で利用できるEV充電サービス「DMM EV CHARGE（現：DMM EV ON）」を開始[191]
  - 12月19日 - 株式会社Waitinglist、アミューズメントポーカー事業を開始[192]
  - 12月27日 - 合同会社DMM.comと岐阜県瑞穂市が、「特定連携に関する連携協定」を締結[193]
- 2024年
  - 1月22日 - 合同会社DMM.comと熊本県八代市が、「EV充電インフラ整備等に関する連携協定」を締結[194]
  - 1月25日 - 合同会社DMM.comと埼玉県久喜市が、公共施設へのEV充電設備の設置等を目的とした連携協定を締結[195]
  - 1月 - 店頭販売用オリジナルグッズ販売サービス「ぷらさぷ　～＋SURPRISE～」を開始[196]
  - 2月8日 - 合同会社DMM.comと島根県奥出雲町が、「EV充電インフラ整備等に関する連携協定」を締結[197]
  - 2月16日 - 株式会社ハッシャダイ、キャリア支援に特化したパーソナルコーチングサービス「DMMキャリアグリップ」を本格始動[198]。
  - 3月22日 - 合同会社DMM.comと栃木県小山市がEV充電インフラ整備を軸とした特定連携に関する協定を締結[199]
  - 4月26日 - 合同会社DMM.comが展開するグッズ&フィギュアメーカーサービス「DMM Factory」、サービス初のオリジナルフィギュアシリーズ「Maid Maison（メイド・メゾン）」を立ち上げ、第1弾としてイラストレーターの羽織イオ氏が描き下ろしたオリジナルキャラクター「白石トオ」のフィギュアを発売[200]。
  - 5月1日 - 合同会社深津第三発電所と合同会社日光市小林発電所を吸収合併
  - 5月14日 - 一般社団法人DMM.make TOKYO、東京都が公募する「TIBにおけるものづくりスタートアップ等支援プロジェクト」の実施事業者として採択され、ものづくりスタートアップの実証フィールド「TIB FAB」 の運営をスタート[201]
  - 6月 - 合同会社DMM.com、合同会社新谷第1発電所と合同会社新谷第2発電所と合同会社新谷第3発電所と合同会社ソーラーパーク14号と合同会社ソーラーパーク19号と合同会社ソーラーパーク20号と合同会社ソーラーパーク31号と合同会社ソーラーパーク32号と合同会社ソーラーパーク33号と合同会社ソーラーパーク34号と合同会社ソーラーパーク35号を吸収合併[202]
  - 7月 - 合同会社DMM.com、合同会社ソーラーパーク5号と合同会社ソーラーパーク8号と合同会社ソーラーパーク9号と合同会社ソーラーパーク30号を吸収合併[203]
  - 8月 - 合同会社DMM.com、合同会社ソーラーパーク29号を吸収合併
  - 9月 - 合同会社DMM.com、日本エネルギー総合システム株式会社および株式会社グリーンエナジー&カンパニーと、3社共同出資による「合同会社霧島蓄電所」を設立[204]
  - 11月 - 合同会社DMM.com、株式会社ピーセンサーより中古遊技機取引情報サイト「P-SENSOR」を事業譲受
  - 12月 - 合同会社DMM.com、株式会社HIKEにDMM.comにおけるステージ事業の一部を譲渡[205]
  - 12月 - 合同会社DMM.com、KDDI株式会社とともに、povo2.0と連携したeSIMサービス「DMMモバイル Plus」の提供を開始[206]
- 2025年
  - 1月 - 合同会社DMM.com、合同会社水明ソーラーパークを吸収合併
  - 1月 - 合同会社DMM.com、株式会社DMM RESORTSを吸収合併[207]
  - 2月 - 合同会社DMM.com、実写映像製作事業「DMM FILMS」を開始[208]
  - 4月 - 合同会社DMM.com、ソニーネットワークコミュニケーションズ株式会社が提供する回線を活用した光回線サービス「DMM光 Plus」を提供開始 [209]
  - 6月 - 総合動画配信サービス「DMM TV」、オリジナル制作作品を含むショートドラマコンテンツを「DMMショート」として配信開始[210]
  - 8月 -合同会社DMM.com、住宅ローン診断カンパニー株式会社の発行済み株式51％超を取得し子会社化[211]

## グループ会社
グループ会社は下記の通り。DMMグループの創業者で会長の亀山敬司が株式の大半を所有（間接所有・直接所有）している一方、上場企業でないため、企業情報に関する内容も限られ、グループ企業の全容は不透明な点も多い。
- 株式会社DGHD
  - 合同会社DGホールディングス - DMM.comグループ全体の本社機能として経理・財務、法務、総務を担当。旧社名はDMMホールディングス。
    - 株式会社DMM.comホールディングス - 中間持株会社。
      - 合同会社DMM.com - 「DMM.com」の企画営業、マーケティング、システム開発・運営、ネットワークインフラの提供。旧社名デジタルメディアマート。代表社員：株式会社DMM.comホールディングス[212]
      - 株式会社DMM Agri Innovation - 鳥獣被害対策機器・農業・環境・医療関連機器の研修、開発、製造、販売及びコンサルティング業務、農場・山林の管理及び運営業務、広告代理店業務
      - KONINKLIJKE SINT-TRUIDENSE VOETBALVERENIGING NV (STVV N.V.）- DMMフットボール事業としてベルギーのサッカークラブ「シント＝トロイデンVV」の運営。DMM.comの子会社[213]。
      - 株式会社インフラトップ - プログラミング教育事業、人材関連事業。合同会社DMM.comが株式の60%を保有[214]。
      - 株式会社ベルリング - 消防自動車の開発・設計・製造・販売。合同会社DMM.comが株式の100%を保有[215]
      - 株式会社WERM - 各種特装車両の企画・開発・生産・販売・アフターサービス
      - 株式会社DMM.make - 半導体製品（AI関連システム製品及び暗号資産のマイニング用チップ等）の研究開発・設計
      - 株式会社Algoage - アルゴリズム開発・ライセンス事業。合同会社DMM.comが株式の51%を保有[117]
      - 株式会社Algomatic - 大規模言語モデル等生成AI技術を活用した、サービスの開発・提供
        - 株式会社Bison Holdings - コンピュータのソフトウェア及びハードウェアの企画、研究、開発、設計、製造、販売、保守、リース、賃貸、輸出入並びにこれらに関するコンサルティング業務

      - 株式会社ZIZAI - パチンコ・パチスロ業界に特化したキュレーションアプリ、ポータルサイトなど総合メディア「スロパチステーション」の運営
      - 株式会社DMM Crypto - web3事業。旧社名は株式会社DM2C Studio
      - 住宅ローン診断カンパニー株式会社 - インターネットを利用した金融商品の情報提供サービスの提供 ・借入れ媒介サービスの提供。合同会社DMM.comが株式の50%超を保有

    - 株式会社EXNOAホールディングス - 中間持株会社。旧社名：DMM GAMESホールディングス
      - 合同会社EXNOA - 「DMM GAMES」プラットフォームの開発・運営、ゲームタイトルの開発・運営・パブリッシング、二次元コンテンツのパッケージ&デジタルコンテンツ流通。旧社名：合同会社DMM GAMES 代表社員：EXNOAホールディングス[126]

    - 株式会社DMM FXホールディングス - 株主：DGホールディングス[216]
      - 株式会社DMM.com証券 - 外国為替証拠金取引や差金決済取引 (CFD) 取引、国内株式のオンライン取引。DMMバヌーシーの愛馬会法人。旧社名SVC證券。株主：DMM FXホールディングス 100%[216]。
      - 株式会社DMM FinTech - 金融サービスの開発および提供、競走馬保険代理店。旧社名FINANCIAL CONSULTING。DMM FXホールディングスの子会社。
      - 株式会社DMM Bitcoin - 仮想通貨交換業及び金融付帯業。東京ビットコイン取引所から商号変更。株主：DMM FXホールディングス
- 株式会社PLANETS - 「チームラボプラネッツ TOKYO DMM.com」の施設運営と管理および飲食店の経営と管理。
- 株式会社DMM.com Base - 物流センターとしてのサービス業全般、DVDなどの製造・加工業務、3Dプリント業務。旧社名は北都観光→ケー・シー[217]。
- 株式会社Studio KUMASAN - ソーシャルゲームの企画・開発・運営・プロデュース、ゲーム開発・販売。
- 株式会社DMM Boost - LINE公式アカウントを用いたCRMツール「DMMチャットブースト」の開発・提供、インフルエンサーマーケティング事業「STAR BOOST」。旧社名株式会社ハッシャダイ
- 株式会社Waitinglist - アミューズメントポーカーに特化したポータルサイト及び店舗管理システムの提供と運営、動画コンテンツ事業。旧社名：株式会社六本木管理六号
- 株式会社CUE - TVシリーズ・映画・短編等アニメーション作品の企画、プロデュース及び制作。旧社名：株式会社六本木管理七号
- 株式会社CLLENN - オリジナル電子書籍の制作、販売、ライセンス管理、他社版元様の作品・オリジナル同人作品等の取次配信。旧社名：株式会社六本木管理四号、株式会社コミックストック。2022年に株式会社コミディア（現：株式会社スピーディ・プロパティ・マネジメント）の電子書籍事業を吸収分割により継承し株式会社コミックストックとして事業開始。2023年に株式会社フューチャーコミックスと株式会社GIGATOON Studioを吸収合併し商号変更。
- 株式会社ジーオーティー - 雑誌・コミックス・写真集の出版、DVDソフトの受託販売、全年齢向け無料コミックサイト「MeDu」などのWebメディアの運営。アダルトビデオ情報誌「月刊FANZA」を発行。株主：亀山敬司 100%[12]。
- 株式会社デジタルコマース - インターネット関連事業。ECサイト「FANZA」の運営、DMM.comでの見放題chライト、DVD/CDレンタル、コミックレンタルの運営。株主：DGホールディングス[218]。
- 株式会社ティーアイエス - 全国販売店・レンタル店への営業・販売促進、グループの営業支援、映像のソフトウェアの販売・コンサルタント業、広告・宣伝代理業、ホテル向けコンビニBOX商材・冷凍食品・アメニティグッズ・コスチューム・VOD「FANZAチャンネル」・ホテル情報サイト「ほてるタウン」等の販売・レジャーホテル用品購買サイト「レジャーTISWEB」の運営[219]。株主：DGホールディングス[216]。
- DMMドリームクラブ株式会社 - 競走用馬の保有、育成、管理、販売。競走用馬関連投資業務[220]。DMMバヌーシーのクラブ法人。株主：亀山敬司 [221]。
- Bibo Global Opportunity, Inc. - オンライン英会話事業を行うフィリピン法人[222]。
- DMM GAMES KOREA Co., Ltd. - DMM GAMESの韓国法人[223]。
- シナプス株式会社 - 旧社名株式会社モバキッズ。オンラインサロン「Synapse」の運営。DMM.comの子会社。業務を「DMM オンラインサロン」に統合。
- 株式会社スペースナイン - 広告事業[224]。
- 一般社団法人42Tokyo
- 一般社団法人HASSYADAI social
- 一般社団法人DMM.make TOKYO
- 株式会社六本木アセットマネジメント
- Replive株式会社 - Q&Aライブ配信アプリ「Replive（リプライブ）」の開発・運営。旧社名：株式会社六本木管理一号、株式会社DMM NEXT。合同会社DMM.comが株式の51%を保有

### 過去のグループ会社
- 株式会社CA - 旧社名北都。株式会社ABC（現社名・株式会社WILL）に吸収合併[225]。ファミコン販売店のフランチャイズを行う目的で設立されたが、その後アダルトビデオの企画・制作・販売に事業転換。DMM ver3[226]の運営業務を行っていた。
- 株式会社ディーエムエム - DMM（DMM.co.jp）の旧運営会社[13][227]。
- 有限会社エスエムエス（現社名・株式会社エスエムエス[228]） - 2002年から2005年3月までのDMM（DMM.co.jp）の運営会社[229][230]。かつてジーオーティーのアダルトビデオの受審業務を行っていた。
- 株式会社DMMエナジー - 2013年5月に解散
- 株式会社ドーガライブ - 2013年9月DMM.comラボに吸収合併
- 株式会社DMM.com Graphics - グラフィック制作会社。DMM.comラボに吸収合併[231]。
- 株式会社2.5次元てれび - DMM.comに吸収合併[232]。
- 株式会社ユーメイド - 出版業[233]。ジーオーティーに吸収合併。
- 株式会社光DMM.com - 光通信グループとの合弁企業。株式会社DMM.comに吸収合併[234]。
- 株式会社CryptoCurrency Consulting - 仮想通貨の取引システムを開発・運用[235]。株式会社FINANCIAL CONSULTINGに吸収合併[236]。
- DMMダービードリームクラブ株式会社 - 2018年2月に清算結了。
- 株式会社DMM.comラボ - グループ全体のシステム開発・運営、ネットワークインフラの提供、Webマーケティング。旧社名ドーガ。合同会社DMM.comに吸収合併。
- ワールドフィールドネットワーク株式会社 - アダルトグッズの販売。ティーアイエスに吸収合併[237]。
- 株式会社バンク - 即時買取アプリ「CASH」、前払い旅行代理店「Travel Now」の企画、開発及び運営。DMM.comが、2017年10月にバンクの全株式を光本勇介より70億円で取得して完全子会社化、2018年11月6日付で光本勇介に対して全株式を5億円で売却[238]。
- 株式会社ネクストカレンシー - 仮想通貨交換業（リリース中止）。株式会社DMM Gamesから商号変更。合同会社DMM.comに吸収合併。
- 一般社団法人DMMアカデミー - 高等学校卒業資格を有する若者に対し、職業上必要な知識、技能及び経験を得る機会を提供[239]。2019年解散[240]。
- comfy株式会社 - 飲食店「SHELLS CAFE」の運営。2019年12月付で株式会社デジタルコマースに吸収合併。
- ホビボックス株式会社[241] - 2次元コンテンツ（PCゲーム・ドラマCD・アニメ）の企画・制作・販売、通販業務代行サービス「ECオーダー.com」の運営。ティーアイエスに吸収合併。
- Live Styles株式会社 - 電子チケットアプリ「tixeebox」の運営[242]。合同会社DMM.comに吸収合併。
- 株式会社nana music - 音楽コミュニティサービス「nana」の企画、開発及び運営。2020年12月29日付で取得済全株式を文原明臣に譲渡。
- 株式会社OVERRIDE - オンラインゲーム開発・運営、アプリコンテンツ開発、Webアプリケーション開発。旧社名DMM.com OVERRIDE。合同会社EXNOAに吸収合併。
- 株式会社seedive - 1on1のオンライン配信ツール「talkport（トークポート）」を運営。2021年9月30日付で全株式をseedive社代表取締役社長である松谷陽平に譲渡。
- ピックアップ株式会社 - スマートフォン向けサービスの企画・開発・運営。チャット型小説アプリ「TELLER」、スクリーンショット管理アプリ「cap」の運営。2022年1月31日付で全株式をピックアップ社代表取締役社長である蜂谷宣人に譲渡。
  - 株式会社アップハウス - 新感覚チャット小説アプリ「CHAT NOVEL」の運営。
- 株式会社DMM.futureworks - アニメーション制作、映像制作・演出、バーチャルキャラクター事業。旧社名WideWireWorks。2022年2月1日付で合同会社DMM.comに吸収合併。
- DMM.HEHE Ltd. - モール型ECサイト事業（生鮮食品販売等）[243]。本社はルワンダ共和国キガリ市[46]。
- AC Group - ルワンダ共和国キガリ市のテクノロジー企業。公共交通機関向けの非接触型電子決済システム「Tap & Go」の運営[244]。
- DMM.Kenya - ケニア法人[245]。デジタルネイルプリンターの販売、ケニア産ワイン「Leleshwa（レレシュア）」の輸出[246]。
- DMM.Ghana - ガーナ法人[247]。デジタルネイルプリンターの販売。
- DMM.Tanzania - タンザニア法人[248][249]。
- ANOHOU Solutions - コートジボワール法人。アプリを開発を行うIT企業。
- DMM technologies - ベトナム法人、tec関連事業（ハイテク農業事業）[250]。
- 株式会社日光ソーラーパーク - 2022年に合同会社DMM.comへ吸収合併。
- 合同会社佐野馬場ソーラーパーク - 2022年に合同会社DMM.comへ吸収合併。
- 株式会社終活ねっと - 葬儀・お墓などのライフエンド領域の情報ポータル。
- 株式会社ファーマリー（現：株式会社ZERO FACTORY） - 中古農機具の仕入れ、販売、納品、メンテナンス[111]
- 株式会社DMMファイナンシャルサービス（現：株式会社DFS） - 保険事業。旧社名：株式会社DMM FS
- 株式会社DMMオンクレ - オンラインクレーンゲーム事業。オルトプラスとの合弁会社として設立（2023年3月合弁契約解消）。2023年に合同会社DMM.comへ吸収合併[176]。
- 株式会社DMM少額短期保険（現：あんしん少額短期保険株式会社） - 「DMMほけん」を軸にした保険商品の開発・販売・運営。2008年2月設立。2020年9月に子会社化。2023年7月にあんしん少額短期保険株式会社と吸収合併。旧社名：テラ少額短期保険株式会社、医師が考えた少額短期保険株式会社
- 合同会社ASH SOLAR POWER3 - 2023年7月に合同会社DMM.comへ吸収合併。
- 株式会社DMM FS - 旧社名：株式会社DMMファイナンシャルサービス。2023年8月に合同会社DMM.comへ吸収合併。
- 合同会社姶良ソーラーパーク望月01 - 2023年8月に合同会社DMM.comへ吸収合併。
- 合同会社姶良ソーラーパーク望月02 - 2023年9月に合同会社DMM.comへ吸収合併。
- 合同会社姶良ソーラーパーク望月03 - 2023年10月に合同会社DMM.comへ吸収合併。
- 合同会社姶良ソーラーパーク望月04 - 2023年10月に合同会社DMM.comへ吸収合併。
- 合同会社姶良ソーラーパーク望月05 - 2023年10月に合同会社DMM.comへ吸収合併。
- 合同会社姶良ソーラーパーク望月07 - 2023年10月に合同会社DMM.comへ吸収合併。
- 合同会社ソーラーパーク3号 - 2023年に合同会社DMM.comへ吸収合併。
- 株式会社GIGATOON Studio - 縦読み漫画をはじめとした漫画コンテンツの企画制作等。旧社名：株式会社アイジェット。2017年1月DMM.comグループに参画、2018年3月DMM.comが展開するDMM.make 3Dプリントに業務移管、2022年1月漫画コンテンツ事業会社と再始動。2023年に株式会社コミックストックへ吸収合併。
- 株式会社フューチャーコミックス - デジタル漫画を主とした出版業。旧社名：株式会社パーミット・ジャパン。2012年ライブチャット事業及びチャットガールプロダクション事業を株式会社D-girl（現：株式会社DG）に譲渡、2014年株式会社未来少年のメディアパブリッシング事業を吸収分割により継承。2023年に株式会社コミックストックへ吸収合併。
- 株式会社アイデアクラウド - メタバース関連開発、バーチャル展示会サービス「META BOOTH」シリーズ、オンライン展示会PF開発・オンライン展示会共催等の協業、AR開発/VR開発/MR開発 WEB AR CMS「AR SYNC」、VR・AR災害シミュレーション「防災VR」、VTuber収録・配信アプリ「V楽さん」の提供。株式全株をMBO方式により譲渡[251]。
- 5月1日 - とを吸収合併
- 合同会社深津第三発電所 - 2024年5月に合同会社DMM.comへ吸収合併
- 合同会社日光市小林発電所 - 2024年5月に合同会社DMM.comへ吸収合併
- 合同会社新谷第1発電所 - 2024年に合同会社DMM.comへ吸収合併
- 合同会社新谷第2発電所 - 2024年に合同会社DMM.comへ吸収合併
- 合同会社新谷第3発電所 - 2024年に合同会社DMM.comへ吸収合併
- 合同会社ソーラーパーク14号 - 2024年に合同会社DMM.comへ吸収合併
- 合同会社ソーラーパーク19号 - 2024年に合同会社DMM.comへ吸収合併
- 合同会社ソーラーパーク20号 - 2024年に合同会社DMM.comへ吸収合併
- 合同会社ソーラーパーク31号 - 2024年に合同会社DMM.comへ吸収合併
- 合同会社ソーラーパーク32号 - 2024年に合同会社DMM.comへ吸収合併
- 合同会社ソーラーパーク33号 - 2024年に合同会社DMM.comへ吸収合併
- 合同会社ソーラーパーク34号 - 2024年に合同会社DMM.comへ吸収合併
- 合同会社ソーラーパーク35号 - 2024年に合同会社DMM.comへ吸収合併
- 合同会社ソーラーパーク5号 - 2024年に合同会社DMM.comへ吸収合併
- 合同会社ソーラーパーク8号 - 2024年に合同会社DMM.comへ吸収合併
- 合同会社ソーラーパーク9号 - 2024年に合同会社DMM.comへ吸収合併
- 合同会社ソーラーパーク30号 - 2024年に合同会社DMM.comへ吸収合併
- 合同会社ソーラーパーク29号 - 2024年に合同会社DMM.comへ吸収合併
- 合同会社水明ソーラーパーク - 2025年に合同会社DMM.comへ吸収合併
- 株式会社DMM RESORTS - 2020年開業の水族館 「DMMかりゆし水族館」の運営、およびエンタテイメント・リゾート関連全般のプロデュース、映像展示の開発。映像展示開発部門「Creative Studio Mzo（ムゾウ）」を保有。本社：豊見城市。2025年に合同会社DMM.comへ吸収合併
- 株式会社TABIJI（旧社名株式会社DMM.Staff、株式会社ハッシャダイファクトリー、株式会社ハッシャダイ） - キャリアコーチング事業。2025年2月1日付で株式会社GROOVEへ譲渡。

## エンターテイメント事業

### DMM TV
2022年12月1日開始。アニメを主軸にバラエティや2.5次元舞台・ミュージカル、ドラマ、映画など幅広いジャンルのコンテンツを提供する新たな総合動画配信サービス。かつて存在した「DMM-TV」（DMM初期のアダルトビデオ動画配信サービス）、「DMM.TV」（セットトップボックスを利用した動画配信サービス及びBlu-ray Discを利用したPS3向け動画配信サービス）とは別サービスである。

### DMMブックス
コミックや小説などをパソコンやスマホで読める電子書籍プラットフォーム。2000年7月にサービスを開始。
2020年3月にサービス名称を「DMM電子書籍」から「DMMブックス」に変更。

### DMM pictures
DMM.comのアニメーション制作・ライセンスビジネス事業。
2017年4月、DMM.comがアニメーション事業部を立ち上げた際に用いるようになったレーベルで、制作したアニメーションコンテンツを国内外に動画配信・DVD・Blu-ray・グッズなど、様々な形で提供している。またライセンスビジネスとして、DMM GAMES・DMM pictures・DMM musicに関するライセンス自体の販売からDVD・Blu-ray・CD・グッズの企画販売、イベントの企画運営、動画配信、音楽配信等、ライセンスビジネス全般を展開している。それら以前にも、『大図書館の羊飼い』『奇異太郎少年の妖怪絵日記』『AKIBA'S TRIP -THE ANIMATION-』などの製作委員会に参加している。
2019年より、DMMが立ち上げた「コンテンツ配信をスマートフォン・デジタルキャストメディアなどで恒常的に数話分まとめて視聴できる権利」をパッケージングセルソフト的に販売する形式「PlayPic」のリリースを一部アニメ作品で開始している。同年3月、DMM pictures・講談社・毎日放送が、『アニメイズム』枠を3社共同で2年間に製作・放送する連携を発表した。
| 年     | タイトル                                                                                            | ビデオソフト発売                                              | アニメーション制作                | 音楽制作                                             |
| ------ | --------------------------------------------------------------------------------------------------- | ------------------------------------------------------------- | --------------------------------- | ---------------------------------------------------- |
| 2016年 | 奇異太郎少年の妖怪絵日記                                                                            | Yes                                                           | Creators in Pack                  | project lights                                       |
| 2017年 | AKIBA'S TRIP -THE ANIMATION-                                                                        | GONZO                                                         | GONZO                             | EVIL LINE RECORDS                                    |
| 2017年 | 喧嘩番長 乙女 -Girl Beats Boys-                                                                     | Yes                                                           | project No.9 A-Real               |                                                      |
| 2017年 | 有頂天家族2                                                                                         | Yes                                                           | P.A.WORKS                         |                                                      |
| 2017年 | DIVE!!                                                                                              | アニプレックス                                                | ゼロジー                          | フジパシフィックミュージック                         |
| 2017年 | 捏造トラップ-NTR-                                                                                   | Yes                                                           | Creators in Pack                  |                                                      |
| 2017年 | いぬやしき                                                                                          | アニプレックス                                                | MAPPA                             | フジパシフィックミュージック                         |
| 2017年 | Dies irae                                                                                           | Yes                                                           | ACGT                              | Greenwood                                            |
| 2017年 | アニメガタリズ                                                                                      | Yes                                                           | ワオワールド                      |                                                      |
| 2018年 | 恋は雨上がりのように                                                                                | アニプレックス                                                | WIT STUDIO                        | フジパシフィックミュージック                         |
| 2018年 | 刻刻                                                                                                | ツインエンジンとの共同                                        | ジェノスタジオ                    |                                                      |
| 2018年 | お前はまだグンマを知らない                                                                          | Yes                                                           | 旭プロダクション                  |                                                      |
| 2018年 | ニル・アドミラリの天秤                                                                              | Yes                                                           | ゼロジー                          | ポニーキャニオン                                     |
| 2018年 | 銀河英雄伝説 Die Neue These                                                                         | 松竹                                                          | Production I.G                    | ROOFTOP                                              |
| 2018年 | すのはら荘の管理人さん                                                                              | Yes                                                           | SILVER LINK.                      | フライングドッグ                                     |
| 2018年 | ざんねんないきもの事典                                                                              | Yes                                                           | N/A                               |                                                      |
| 2018年 | ユリシーズ ジャンヌ・ダルクと錬金の騎士                                                             | Yes                                                           | AXsiZ                             | ランティス                                           |
| 2019年 | サークレット・プリンセス                                                                            | Yes                                                           | SILVER LINK.                      | ランティス                                           |
| 2019年 | ドメスティックな彼女                                                                                | PlayPic（講談社発売）                                         | ディオメディア                    | フライングドッグ                                     |
| 2019年 | FAIRY TAIL ファイナルシリーズ                                                                       | PlayPic                                                       | A-1 Pictures ブリッジ CloverWorks |                                                      |
| 2019年 | 終末のハーレムVR                                                                                    | エムカード                                                    | スパーチュアス                    |                                                      |
| 2019年 | ダイヤのA actII                                                                                     | ポニーキャニオン                                              | マッドハウス                      |                                                      |
| 2019年 | 川柳少女                                                                                            | PlayPic（講談社発売）                                         | CONNECT                           | DMM music                                            |
| 2019年 | みだらな青ちゃんは勉強ができない                                                                    | PlayPic                                                       | SILVER LINK.                      | DMM music                                            |
| 2019年 | なむあみだ仏っ!-蓮台 UTENA-                                                                         | Yes                                                           | 旭プロダクション                  | DMM music                                            |
| 2019年 | 海獣の子供                                                                                          | Yes                                                           | STUDIO 4℃                         |                                                      |
| 2019年 | 炎炎ノ消防隊                                                                                        | Yes                                                           | david production                  | DMM music                                            |
| 2019年 | グランベルム                                                                                        | Yes                                                           | Nexus                             | ワンミュージック                                     |
| 2019年 | 荒ぶる季節の乙女どもよ。                                                                            | Yes                                                           | Lay-duce                          |                                                      |
| 2019年 | あひるの空                                                                                          | Yes                                                           | ディオメディア                    | キングレコード                                       |
| 2019年 | 歌舞伎町シャーロック                                                                                | KADOKAWA                                                      | Production I.G                    | KADOKAWA                                             |
| 2019年 | 真・中華一番!                                                                                       | Yes                                                           | NAS                               | DMM music                                            |
| 2020年 | ランウェイで笑って                                                                                  | Yes                                                           | Ezo'la                            | Team-MAX                                             |
| 2020年 | 波よ聞いてくれ                                                                                      | Yes                                                           | サンライズ                        | DMM music                                            |
| 2020年 | 虫籠のカガステル                                                                                    | Yes                                                           | スタジオKAI                       |                                                      |
| 2020年 | LISTENERS リスナーズ                                                                                | Yes                                                           | MAPPA                             | DMM music                                            |
| 2020年 | 四月一日さん家と                                                                                    | Yes                                                           | テレビ東京 ハロー                 |                                                      |
| 2020年 | 炎炎ノ消防隊 弐ノ章                                                                                 | Yes                                                           | david production                  | DMM music                                            |
| 2020年 | 彼女、お借りします                                                                                  | Yes                                                           | トムス・エンタテインメント        | DMM music                                            |
| 2020年 | バキ (第2期)                                                                                        | Yes                                                           | TMS/だぶるいーぐる                |                                                      |
| 2020年 | 土下座で頼んでみた                                                                                  | Yes                                                           | アドネロ                          | DMM music                                            |
| 2021年 | プレイタの傷                                                                                        | Yes                                                           | GoHands                           | フロンティアワークス                                 |
| 2021年 | 俺だけ入れる隠しダンジョン                                                                          | Yes                                                           | オクルトノボル                    | DMM music                                            |
| 2021年 | 装甲娘戦機                                                                                          | Yes                                                           | studio A-CAT                      | DMM music                                            |
| 2021年 | ましろのおと                                                                                        | Yes                                                           | シンエイ動画                      | DMM music                                            |
| 2021年 | 灼熱カバディ                                                                                        | ハピネット                                                    | トムス・エンタテインメント        | トムス・ミュージック                                 |
| 2021年 | さよなら私のクラマー                                                                                | Yes                                                           | ライデンフィルム                  | トイズファクトリー                                   |
| 2021年 | BLUE REFLECTION RAY/澪                                                                              | Yes                                                           | J.C.STAFF                         | DMM music                                            |
| 2021年 | ぼくたちのリメイク                                                                                  | Yes                                                           | feel.                             | ブシロードミュージック                               |
| 2021年 | 月が導く異世界道中                                                                                  | Yes                                                           | C2C                               | 日音                                                 |
| 2021年 | 白い砂のアクアトープ                                                                                | Yes                                                           | P.A.WORKS                         | ランティス                                           |
| 2021年 | ジャヒー様はくじけない!                                                                             | Yes                                                           | SILVER LINK.                      | キングレコード                                       |
| 2021年 | 異世界食堂2                                                                                         | Yes                                                           | OLM Team Yoshioka                 | フライングドッグ                                     |
| 2021年 | ブルーピリオド                                                                                      | Yes                                                           | Seven Arcs                        | DMM music                                            |
| 2021年 | 海賊王女                                                                                            | Crunchyroll、米国のワーナー・ブラザース・テレビジョンとの共同 | Production I.G                    | フライングドッグ                                     |
| 2021年 | 進化の実〜知らないうちに勝ち組人生〜                                                                | Yes                                                           | HOTLINE                           |                                                      |
| 2021年 | チキップダンサーズ                                                                                  | NHKエンタープライズとの共同                                   | ファンワークス                    |                                                      |
| 2021年 | プラオレ!〜PRIDE OF ORANGE〜                                                                        | Yes                                                           | C2C                               | Digital Double                                       |
| 2021年 | 先輩がうざい後輩の話                                                                                | キングレコード                                                | 動画工房                          | キングレコード                                       |
| 2022年 | 最遊記RELOAD -ZEROIN-                                                                               | フロンティアワークス                                          | ライデンフィルム                  | ランティス                                           |
| 2022年 | 範馬刃牙                                                                                            |                                                               | トムス・エンタテインメント        | ランティス                                           |
| 2022年 | 天才王子の赤字国家再生術                                                                            | NBCユニバーサル・ジャパン                                     | 横浜アニメーションラボ            | NBCユニバーサル・ジャパン                            |
| 2022年 | リーマンズクラブ                                                                                    | Yes                                                           | LIDENFILMS                        |                                                      |
| 2022年 | パリピ孔明                                                                                          | エイベックス・ピクチャーズ                                    | P.A.WORKS                         | エイベックス・ピクチャーズ                           |
| 2022年 | 魔法使い黎明期                                                                                      | Yes                                                           | 手塚プロダクション                | 日音                                                 |
| 2022年 | ダンス・ダンス・ダンスール                                                                          | Yes                                                           | MAPPA                             | クリークとの共同                                     |
| 2022年 | 彼女、お借りします (第2期)                                                                          | Yes                                                           | トムス・エンタテインメント        | DMM music                                            |
| 2022年 | 継母の連れ子が元カノだった                                                                          | Yes                                                           | project No.9                      | ポニーキャニオン アップドリーム                      |
| 2022年 | 組長娘と世話係                                                                                      | Yes                                                           | feel. GAINA                       | bilibili                                             |
| 2022年 | 忍の一時                                                                                            | Yes                                                           | TROYCA                            | DMM music                                            |
| 2023年 | ツンデレ悪役令嬢リーゼロッテと実況の遠藤くんと解説の小林さん                                        | Yes                                                           | 手塚プロダクション                | 日音                                                 |
| 2023年 | アルスの巨獣                                                                                        | Yes                                                           | 旭プロダクション                  |                                                      |
| 2023年 | 冰剣の魔術師が世界を統べる                                                                          | Yes                                                           | クラウドハーツ                    | 日音                                                 |
| 2023年 | 老後に備えて異世界で8万枚の金貨を貯めます                                                           | Yes                                                           | FelixFilm                         |                                                      |
| 2023年 | スキップとローファー                                                                                | Yes                                                           | P.A.WORKS                         | DMM music                                            |
| 2023年 | 彼女、お借りします (第3期)                                                                          | Yes                                                           | トムス・エンタテインメント        | DMM music                                            |
| 2023年 | デキる猫は今日も憂鬱                                                                                | フロンティアワークス                                          | GoHands                           | FABTONE                                              |
| 2023年 | うちの会社の小さい先輩の話                                                                          | Yes                                                           | project No.9                      | グッドスマイルフィルム                               |
| 2023年 | ひきこまり吸血姫の悶々                                                                              | Yes                                                           | project No.9                      | Yes                                                  |
| 2024年 | ぽんのみち                                                                                          | Yes                                                           | OLM                               | SUPA LOVE                                            |
| 2024年 | 道産子ギャルはなまらめんこい                                                                        | ポニーキャニオン                                              | SILVER LINK. BLADE                | ポニーキャニオン                                     |
| 2024年 | 月が導く異世界道中 第2幕                                                                            | Yes                                                           | J.C.STAFF                         | ミリカ・ミュージック                                 |
| 2024年 | 花野井くんと恋の病                                                                                  | Yes                                                           | イーストフィッシュスタジオ        |                                                      |
| 2024年 | 魔王の俺が奴隷エルフを嫁にしたんだが、どう愛でればいい?                                             | Yes                                                           | ブレインズ・ベース                |                                                      |
| 2024年 | 菜なれ花なれ                                                                                        | Yes                                                           | P.A.WORKS                         | Stray Cats アップドリーム LOVE ANNEX セーニャ M.M.G. |
| 2024年 | 星降る王国のニナ                                                                                    | Yes                                                           | シグナル・エムディ                | フライングドッグ                                     |
| 2024年 | さようなら竜生、こんにちは人生                                                                      | クロックワークス                                              | SynergySP ベガエンタテイメント    | 日音                                                 |
| 2025年 | 黒岩メダカに私の可愛いが通じない                                                                    | Yes                                                           | SynergySP                         | DMM music                                            |
| 2025年 | 想星のアクエリオン Myth of Emotions                                                                 | Yes                                                           | サテライト                        | フライングドッグ                                     |
| 2025年 | 外れスキル《木の実マスター》 〜スキルの実（食べたら死ぬ）を無限に食べられるようになった件について〜 | Yes                                                           | 旭プロダクション                  | ミュージックレイン                                   |
| 2025年 | 完璧すぎて可愛げがないと婚約破棄された聖女は隣国に売られる                                          |                                                               | TROYCA                            |                                                      |
| 2025年 | 炎炎ノ消防隊 参ノ章                                                                                 |                                                               | david production                  |                                                      |
| 2025年 | ガチアクタ                                                                                          | エイベックス・ピクチャーズ                                    | ボンズフィルム                    | エイベックス・ピクチャーズ Team-MAX                  |

#### DMM Factory
合同会社DMM.com内のキャラクター商品の企画制作を行うメーカーサービス。

#### Storytime Garden
女性向け音声コンテンツレーベル。
- 家政婦さんの危険なお仕事シリーズ
- 先生、こっち見てよシリーズ
- 蜜婚シリーズ
- KISS of DEATHシリーズ
- Merry ××× Endシリーズ
- CRAZY-HOLICシリーズ
- 異世界ランデブシリーズ
- 吐息がいっぱいシリーズ「Run & Breath」
- 愛され彼女シリーズ

### DMM music
DMM.comとA-Sketchの共同で設立したアニメ・ゲーム事業と連携し、メディアミックスでのコンテンツの制作に特化した音楽レーベル。

#### 所属アーティスト
歌手
- 逢田梨香子
- ACCAMER
- 阪本奨悟
- 前田佳織里

過去に所属していた声優 
- 海田朱音
- 環いくみ
- 北守さいか（2021年7月1日より株式会社Digital Double所属）
- 小花井優（株式会社アルディ預かり）
- 山本颯侍（2022年4月1日より賢プロダクション所属）

### DMM FILMS
実写映画・ドラマ作品の企画・製作・出資を行う実写映像製作事業
| 年     | タイトル                                   | 配給                             | ビデオグラム販売 | 備考 |
| ------ | ------------------------------------------ | -------------------------------- | ---------------- | ---- |
| 2025年 | 山田くんとLv999の恋をする                  | KADOKAWA                         |                  |      |
| 2025年 | THE オリバーな犬、(Gosh!!)このヤロウ MOVIE | エイベックス・フィルムレーベルズ |                  |      |

### DMM STAGE
舞台事業を中心とするエンターテインメントレーベル。
| 年     | タイトル                                                             | ビデオグラム販売                           | 備考                    |
| ------ | -------------------------------------------------------------------- | ------------------------------------------ | ----------------------- |
| 2019年 | PERSONA5 the Stage                                                   | Yes（発売元：マーベラス）                  |                         |
| 2020年 | ギリシャ神話劇場 神々と人々の日々                                    | Yes                                        | TVドラマ 舞台版公演中止 |
| 2020年 | 舞台「炎炎ノ消防隊」                                                 | Yes                                        |                         |
| 2020年 | PERSONA5 the Stage #2                                                | Yes（発売元：マーベラス）                  |                         |
| 2020年 | 舞台「賭博黙示録カイジ」                                             | Yes                                        |                         |
| 2021年 | 舞台「チョコレート戦争〜a tale of the truth〜」                      | Yes（発売元：TCエンタテインメント）        |                         |
| 2021年 | 舞台「ARGONAVIS the Live Stage」                                     | ブシロードミュージック                     |                         |
| 2021年 | 「池袋ウエストゲートパーク」THE STAGE                                | KADOKAWA                                   |                         |
| 2021年 | 舞台「プレイタの傷」                                                 | 製作委員会（発売元：TCエンタテインメント） |                         |
| 2021年 | PERSONA5 the Stage #3                                                | Yes（発売元：マーベラス）                  |                         |
| 2022年 | 舞台「炎炎ノ消防隊」-破壊ノ華、創造ノ音-                             | Yes                                        |                         |
| 2022年 | 舞台「灼熱カバディ」                                                 | 製作委員会（発売元：TCエンタテインメント） |                         |
| 2022年 | リーディングアクト「六人の嘘つきな大学生」                           | Yes（発売元：TCエンタテインメント）        |                         |
| 2022年 | FLAIR BARTENDER'Z                                                    | Yes（発売元：TCエンタテインメント）        | TVドラマ                |
| 2022年 | 舞台「炎炎ノ消防隊」-地下からの奪還-                                 | Yes                                        |                         |
| 2022年 | PERSONA5 the Stage #4                                                | Yes（発売元：マーベラス）                  |                         |
| 2022年 | ミュージカル「ウインドボーイズ！」                                   | Yes                                        |                         |
| 2023年 | 舞台「ARGONAVIS the Live Stage2 〜目醒めの王者と恒星のプログレス〜」 | ブシロードミュージック                     |                         |
| 2023年 | 舞台「炎炎ノ消防隊」-五つ目の柱-                                     | No（デジタル販売）                         |                         |
| 2023年 | 舞台『転生したらスライムだった件』                                   | Yes                                        |                         |
| 2023年 | ミュージカル「コードギアス 反逆のルルーシュ 正道に准ずる騎士」       | Yes                                        |                         |
| 2023年 | ミュージカル「東京リベンジャーズ」                                   | ポニーキャニオン                           |                         |
| 2024年 | 舞台『パリピ孔明』                                                   |                                            |                         |
| 2024年 | 舞台『転生したらスライムだった件』-魔王来襲編&人魔交流編-            |                                            |                         |

### デジタルコミック事業
- 株式会社CLLENN - 国内トップクラスのコンテンツ保有数を誇るデジタルコミック出版社

### DMM AKB48グループ
- AKB48グループ LIVE!! ON DEMAND※AKB48、SKE48、NMB48、HKT48、NGT48のライブ公演を生中継・アーカイブ動画配信。

## ゲーム事業
- DMM GAMES ※かつてはDMM.com直轄の事業だったが、2018年に分社化し、現在は合同会社EXNOAが運営している。
- Studio KUMASAN

## コミュニティ事業

### DMM オンラインサロン
会員制コミュニティサービス。DMM Loungeから名称変更。

#### CANARY（カナリー）
DMMオンラインサロン内限定の専門情報を取材して紹介するビジネス&カルチャーメディア。

#### SALON LIVE
DMMオンラインサロンのオーナー専用ライブ配信アプリ

## Eコマース事業

### DMM通販
物販・通販事業。DVD・Blu-ray、CD、本・コミック、ゲーム、ホビー、家電・日用品、カミソリなど商品を取り扱っている。
- DMMマーケットプレイス ※新品・中古品・コレクター品の個人間売買。クレジットカード決済のみに対応。
- DMM宅配買取 ※(株)ブックサプライによる本・CD/DVD・ゲーム・携帯電話・金・プラチナの買取サービス。

### DMMレンタル

#### DMM DVD/CDレンタル
DVD、Blu-ray、CDの宅配レンタル。2018年3月1日より株式会社デジタルコマースが提供を行っている。
フォロー

#### DMMコミックレンタル
紙コミックの宅配レンタル。2018年3月1日より株式会社デジタルコマースが提供を行っている。

## ビジネスソリューション
- DMMチャットブースト ※LINE公式アカウントの機能拡張プラットフォーム
- STAR BOOST ※インフルエンサーマッチングプラットフォーム
- DMMバーチャルオフィス

## ヘルスケア事業
- DMMオンラインクリニック ※医療社団法人DMCが提携したオンライン診療事業

## 教育事業

### DMM英会話
オンライン英会話事業。オンライン英会話事業の国内向けブランド。グローバル展開ブランドは『Engoo』。フィリピン法人のBibo Global Opportunity, Inc.がサポート業務を行っている。
- オンライン英会話[272]
- DMM英会話 AI ※ChatGPTを搭載したAI英会話チャット
- BELLBIRD ※無料ビデオ通話サービス
- iKnow! ※セレゴ・ジャパンより事業譲受。
- DMM英会話なんてuknow? ※英語Q&Aサービス

### 42Tokyo
一般社団法人42Tokyoが提供するフランス発のエンジニア養成機関

### ハッシャダイソーシャル
一般社団法人HASSYADAI socialが提供する高校生年代向け向けキャリア教育事業、教職員向け進路指導サポート事業

### DMM WEBCAMP
株式会社インフラトップが提供する学習と転職支援で“挑戦できる機会”を提供するIT人材養成スクール。

#### マケキャンbyDMM.com
株式会社インフラトップが提供するWebマーケター養成スクール

### DMMキャリアグリップ
株式会社ハッシャダイが提供するキャリア支援に特化したパーソナルコーチング事業

## 金融事業
- DMM FX ※DMM.com証券が運営するFX（外国為替証拠金取引）サービス
- DMM CFD ※DMM.com証券が運営するCFD （差金決済取引）サービス
- DMM株 ※DMM.com証券が運営する国内株式と米国株式の株式取引サービス
- DMM Bitcoin ※DMM Bitcoinが提供する暗号資産（仮想通貨）取引サービス
- DMMバヌーシー ※DMM.com証券とDMMドリームクラブが運営する競走用馬ファンドサービス。

## ミュージアム・テーマパーク事業
- DMMかりゆし水族館 ※2020年5月沖縄県内に開業。運営会社はDMM RESORTS。
- チームラボプラネッツ TOKYO ※東京都江東区豊洲6-1-16に常設されたチームラボによる超巨大な4つの作品空間を中心とした計7つの作品空間による水に入るミュージアム
  - チームラボプラネッツTOKYOチケットストア

## ハードウェア・プロダクト事業

### 救急車両事業
株式会社ベルリングでは消防車・救急車の企画・開発・製造・販売を行っている。

### DMM.make
モノづくり支援事業。

#### DMM.make 3D PRINT
個人・法人向け 3Dプリントトータルプラットフォーム

#### クリエイターズマーケット
3Dプリントサービスなどで作成した商品の出品と購入ができる通販サイト。

#### みんなの3Dラボ
無料オンラインチャットサービスDiscord内のDMM.make3Dプリント オンラインコミュニティ

#### みんすり情報局
DMM.make発3Dプリント情報メディア

#### DMM.make PRODUCTS
家電・日用品など生活雑貨の紹介サイト

## スポーツ事業

### サッカークラブ経営
ベルギー・リンブルフ州シント＝トロイデンを本拠地とするのサッカークラブ「シント＝トロイデンVV」の経営

## 地方創生事業
- DMM 地方創生 ※DMMグループのノウハウとネットワークを活用した地方創生事業

## AI事業
- 株式会社Algoage ※人工知能技術を活用したソリューション提供・開発
- 株式会社Algomatic ※生成AI技術を活用したサービスの開発・提供
- Seamoon Protocol by DM2C Studio ※web3プロジェクト

## インフラ事業

### DMM energy
太陽光発電を基盤とした自然エネルギー事業
- DMM solar ※メガソーラー（大規模太陽光発電所）事業
- DMM.make solar ※単結晶太陽電池モジュールを使用したDMMオリジナル住宅用太陽光発電システムの販売[274]。
- DMM.make smart ※住宅用蓄電システムの販売。

### DMM EV ON
EV充電機の設置・運営

## 農業
- DMM 農業 ※鳥獣被害対策・農業業界のDX推進
  - DMM Agri Innovation ※鳥獣被害対策を目的とした製品の販売

## アミューズメント事業

### DMMオンクレ
オンラインクレーンゲーム

### DMMスクラッチ
1枚から購入できる ハズレなしのオンラインくじ事業

### DMMくじ
ハズレなしの店舗くじ

### ぷらさぷ ～＋SURPRISE～
店頭販売用オリジナルグッズ事業

### DMM競輪
インターネットで競輪に投票したり、 競輪くじを買うことができるサービス（チャリロトとの提携サービス）
- Odds Navi ※DMM競輪内のメディアサイト

### DMMぱちタウン
全国店舗情報や機種情報、ライターブログや動画コンテンツなどを取り揃えるパチンコ・パチスロ総合情報メディア
- pShare ※パチンコ・パチスロの収支管理、小役カウンター機能、ホール・機種情報スマホアプリ

### Waitinglist
株式会社Waitinglistが提供するポーカースポット検索サイト

## DMM VENTURES
ベンチャーコミュニティ活性化への貢献・U25の若手起業家支援等を目的に、出資比率1〜5%を基準としたマイノリティ出資（投資事業）。
- 株式会社LOAD&ROAD - IoTティーポットの製造・販売、アプリを通じた茶葉の販売事業「Teplo」
- 株式会社穴熊 - ビフォーアフターを参考に即座に購入・予約できるSNS「ビフォーパープルアフターピンク」
- 株式会社ココドル - 複業HRマッチングサービス 「ハッシュミー」の運営
- Bisu, Inc. - 日常に溶け込んだ健康管理・生涯健康を実現するIoT尿検査装置「bisu」
- 株式会社ジャパンヘルスケア - 予防医療で痛みのない社会を作る、スマホでオーダーメイドインソールを作るプロジェクト「HOCO」
- 株式会社ルミナス - アニソンカフェ&バー「ギルド」/「もふる」
- 株式会社ペンマーク - 大学生向けのスケジュール管理アプリ「Penmark」
- 株式会社ダリアミー - 悩める若者向け共感型メディア「DariaMe（ダリアミー）
- Mantra株式会社 - マンガに特化した独自の画像認識・機械翻訳を備える高速なマンガ翻訳システム「Mantra Engine」
- 株式会社WAGOON - 国内アパレルの不良在庫を海外販売する「WAGOON」ブランド
- 株式会社いろもの - オンライン婚活「naco-do」の提供

## その他サービス
- DMMポイント ※DMMで使えるプリペイド式の電子マネー
- DMMプリペイドカード ※DMMポイントをチャージできるプリペイドカード。
- DMMポイントコード ※DMMポイントをチャージできるデジタル商品券。
- DMMカード ※ポケットカード株式会社との提携カード
- toreta（トレタ） ※DMM競輪で利用できる会員専用電子マネー。
- DMMアフィリエイト
- DMM Player
- DMM動画プレイヤー
- DMM VR動画プレイヤー
- DMMダウンローダー ※デジタル配信サービスのダウンロードを支援するためのActiveXコントロールを利用したプログラム
- DMM inside ※DMM.com Groupが運営する公式オウンドメディア
- DMM meetup ※DMM.com Groupが開催する勉強会
- 亀チョク ※半年契約の業務委託。

### DMMモバイル Plus
- 2019年まで同社が提供していたMVNO回線ではなく、あくまでpovo2.0のトッピングの一部としてサービス開始。追加データを購入するとDMM.TVの動画が見放題となる[5]。

### DMM光 Plus
DMM光 Plusは、合同会社DMM.com が提供する光ファイバーインターネットサービスである。ソニーネットワークコミュニケーションズ株式会社が提供するNUROの回線網を利用している。
サービス概要
- 採用回線: NUROの光ファイバー回線を使用。

- 通信速度: プランにより異なり、下り最大2Gbpsまたは10Gbpsの通信速度に対応する。
- 提供エリア:
  - 最大2Gbpsプラン: 北海道、関東（東京都、神奈川県、埼玉県、千葉県、茨城県、栃木県、群馬県）、東海（愛知県、静岡県、岐阜県、三重県）、関西（大阪府、兵庫県、京都府、滋賀県、奈良県）、中国（岡山県、広島県、山口県）、九州（福岡県、佐賀県）の各一部地域。
  - 最大10Gbpsプラン: 東北地方（宮城県）の一部地域。
- 提供エリアは随時変更される可能性があるため、利用検討時には公式サイト等での確認が必要である。
- 設備: サービスの利用には、多くの場合、宅内への光ファイバーケーブルの新規引き込み工事が必要となる。
- 関連サービス: [無効な URL を削除しました]が提供する各種デジタルコンテンツサービス（DMM TV、DMM GAMESなど）との連携施策が実施されることがある。

## 終了したサービス
- Dポイントプログラム ※支払いで溜まったDポイントを使って特典が交換できるサービス。
- DMM風俗情報 ※2009年11月株式会社ジーオーティー運営のズバ！風俗情報として独立[276]。
- IKUOO! ※アダルトサイトの検索エンジン。
- のぞき ※パラダイステレビ提供によるのぞき部屋サービス。
- 素人投稿 ※ビデオ・写真投稿サービス。2005年3月終了[277]。
- DMMブログ ※人気女優やタレント、チャットガール、DMM関連番組の公式ブログ。2017年6月30日終了。
- SEXゲーム「Virtual Sex Club」 ※3Dのオンラインゲーム
- DMMナイトガイド ※キャバクラ情報サイト。
- ラブホ情報 ※株式会社ジーオーティー提供のラブホテル情報。
- DMMコミュニティ ※アダルト専門SNS 2015年6月22日終了。
- DMM.TV for STB[278]
- DMM.TV for Blu-ray Disc[279]
- DMMポータブル[280]
- デスクトップギャルコレクション ※アイドルの画像と動画が月額固定料金でダウンロードできるサービス[281]
- Dキャラッ！ ※二次元ポータルサイト
- DMMライブトーク ※有名人との生放送コミュニケーションサービス[282]。2014年2月終了。
- DMMポイントオークション ※ペニーオークション
- DMMクーポン ※チケット共同購入サイト
- 恵比寿マスカッツ公式ファンクラブ[283] ※2012年4月終了。
- TwitDMM ※Twitter向けアフィリエイトサービス[284]。
- DMM.水 ※富士山の天然水を定期配送するウォーターサーバーレンタル[285]。2015年9月1日終了。
- DMMブランドアウトレット ※高級ブランド品の通販[286]。
- DMMキャッシュバック ※飲食店でお食事料金をお支払い後にキャッシュバックとしてお金の一部が戻ってくるサービス[287]
- DMMチャリティオークション ※芸能人の衣装や私物などをオークション形式で販売するサービス[288]。
- DMMポイントモール ※リアルワールドの協力よるポイントモールサービス[289]。2013年5月終了。
- DMMギフト券 ※デジタル商品券[290]。
- DMMマネー ※電子マネー。
- DMMかき氷 ※フタバ食品株式会社のOEM生産
- JOSSY by DMM ※女子向けのポータルサイト
- DMMニュース ※2015年6月メディアシンク株式会社運営のデイリーニュースオンラインとして独立[291]。
- DMM.make SLEECTION ※スタートアップ製品の流通・販売支援。
- DMM恋活 ※恋愛マッチングサービス。2016年3月31日終了。
- DMM.肉会 ※facebookを活用したソーシャル焼肉会マッチングサービス。2016年4月25日、運営会社を株式会社Diraphへ移管。
- DMM.プラネッツ ※チームラボによるデジタルアート作品展
- DMM.make Distribution ※国内、国外家電製品の流通・販売を支援
- DMM.make STORE ※IoT商品を中心としたWebストア。楽天市場・Amazonにて展開。
- 海外版DMM.make STORE
- DMM.make BASIC ※デジタル汎用品ブランド。
- 2CHOPO ※LGBTポータルサイト。2017年3月に株式会社GENXYに譲渡[292]
- DMM.E ※イベント情報の検索やチケット購入。2017年8月アプリ版配信停止。
- イベルト！ ※AV女優イベント情報。ティーアイエス運営の外部サイト化。
- .yell plus（旧・DMM.yell）※アイドルの写真を見て応援、コメントができるサービス。2017年11月にアクセルマーク株式会社に譲渡[293]。株式会社イルカに再譲渡され2021年7月30日サービス終了。
- DMM.make 3D PRINT TOKYO Factory ※アイジェット内に存在した技術・生産拠点。
- R18.com ※海外向けアダルト動画配信サイト。株式会社デジタルコマースへ移管。
- DMM LIVEcommune ※ライブ動画の配信・視聴アプリ。2018年5月31日終了[294]。
- communeポイント ※DMM LIVEcommune配信者に付与されるポイント。iTunesギフトや現金に交換できる。
- CHIPS ※ピックアップ運営の女性向けライブ配信アプリ[295]。
- Samurai-Games ※中国語圏向けゲームプラットフォーム。2017年12月20日ポイント購入停止、2018年6月21日終了。
- DMM動画.R18 ※FANZA動画に名称変更。
- DMM月額動画.R18 ※FANZA月額動画に名称変更。
- DMM見放題chライト.R18 ※FANZA見放題chライトに名称変更。
- DMM10円動画.R18 ※FANZA10円動画に名称変更。
- DMM無料動画.R18 ※FANZA無料動画に名称変更。
- DMMライブチャット.R18 ※FANZAライブチャットに名称変更。
- DMM出会い.R18 ※FANZA出会いに名称変更。DMMアカウントで提携先の出会いサービスを利用できるポータルサイト。
- DMM同人.R18 ※FANZA同人に名称変更。
- DMM電子書籍.R18 ※FANZA電子書籍に名称変更。
- DMMレンタル.R18 ※FANZAレンタルに名称変更。
- DMM通販.R18 ※FANZA通販に名称変更。
- DMMマーケットプレイス ※FANZAマーケットプレイスに名称変更。
- DMMアダルトオークション ※FANZAアダルトオークションに名称変更。
- DMM NEWS.R18 ※FANZAニュースに名称変更。
- DMM Okan ※家事代行サービス。
- DMM.make DISPLAY ※家電ベンチャーUPQからのODM供給[296]。
- DMM case ※オリジナルスマホケース作成アプリ。
- DMM Starter ※海外クラウドファンディング申請支援サービス。
- DMM留学 ※留学エージェント事業[297]
- DMM mobile ※NTTドコモのネットワークを利用したモバイル通信（MVNO）サービス[298]。2019年9月1日をもって楽天モバイルに事業移管[299]。
- DMM mobileツールアプリ ※DMM mobile会員専用の高速データ通信の設定やご利用状況確認アプリ
- DMMトーク ※楽天コミュニケーションズのネットワークを利用した格安電話アプリ。
- DMM 光 ※NTT東日本・NTT西日本が提供する「フレッツ光」の光回線サービスを利用したインターネット接続サービス。オプションとして光IP電話サービスの「DMM光電話」、光回線で地上・BS・CSテレビ放送が視聴できる「DMM光テレビ」があった。2019年9月1日をもって楽天モバイルに事業移管[299]。
- DMM PUBLISHING ※合同会社DMM.comの書籍出版レーベル。2018年8月にDMMオンラインサロン内のコンテンツを書籍化する目的で設立された[300]。出版第1弾として2018年9月28日に「選ばれる条件 こうやれば、突き抜けられる」(著者：木村 直人/エザキ ヨシタカ)と「複業のトリセツ」(著者：染谷昌利)を発売。出版取次を通さない書店直卸[301]で、全国の提携書店及びインターネット通販限定で販売されている。
- DMM VR THEATER ※ライブホログラフィック専用エンタテイメント常設劇場。シアターVR有限責任事業組合が運営
- tixeebox ※スマホで使える電子チケットアプリ
- DMM Passストア ※tixeeboxアプリ発券チケットを定価でお譲りする事ができるサービス。
- MENUS ※管理栄養士のAI化を目指した健康献立提案アプリ（life+事業）。ohganic（オーガニック）からリニューアル。
- AQUIZ by DMM.com ※クイズアプリ。
- DMM TRAVEL ※旅行業
- DMM.Africa BizArch ※海外進出サポート
- DMM Global Market
- FLEVO（フレヴォ） ※カートリッジタイプの電子タバコ（VAPE）
- DMM.makeモノづくりログ ※モノづくり情報メディア
- DMM.make誰でもカンタンサービス ※オリジナルTシャツ・オリジナルスマホケース・オリジナルフィギュア作成サービス。
- DMM.make ROBOTS ※ロボットの販売、アプリやオンラインサービスの提供、カスタマーサポートDMM.com ロボットクリニックの提供
- DMM.make AKIBA Studio ※富士ソフト秋葉原ビル内（東京都千代田区神田練塀町3）10階にあった工房スペース。2021年8月31日終了[302][303]
- DMM TELLER ※チャット型小説アプリ。2022年1月1日運営会社ピックアップ株式会社独立
- DMM uni ※企業向けオリジナルユニフォーム制作サービス。2022年3月株式会社ユニフへ事業譲渡[304]
- DMM農機 ※株式会社ファーマリー運営の中古農機の販売・買取事業。2022年4月株式会社マーケットエンタープライズへ譲渡[305]
- DMM動画 月額アイドルチャンネル ※オリジナルコンテンツの「Aircon+」や竹書房などのアイドルビデオメーカーの動画配信。2022年4月26日終了。
- DMM.Plant-based ※地球環境に配慮した植物由来の新しいライフスタイル提案（商品開発・インフルエンサーマネジメント&キャスティング・コンサルティング）
- DMM Connect Chat ※メタバースアプリ[306]
- DMM VR Connect ※3Dアバター連携プラットフォーム
- DMM biomass ※バイオマス発電事業。
- DMM energy O&M ※株式会社スマートエナジーとの提携による産業用太陽光発電システムの運転・保守点検サービス。
- DMMでんき ※エネチェンジ株式会社による中規模法人を対象とした電力会社切り替え支援サービス[307]。
- DMM動画 ※マルチデバイスに対応した動画配信サービス。合同会社DMM.comが販売する舞台、グラビア、VRの動画と、株式会社ビデオマーケットが販売する映画、ドラマ、アニメ、パチ&スロ、バラエティ・お笑い、趣味、スポーツの動画が提供されていた。2022年12月1日DMM TVにサービス統合
- DMM見放題ch ライト ※5000本以上のバラエティ・映画・ドラマ動画と2000本以上のアダルト動画が見放題になるサービス。2022年12月1日DMMプレミアムにサービス統合
- DMMオンライン展示会 ※オンライン展示会プラットフォームDMM [SHOWBOOTH] 使ったオンライン展示会。2022年12月末にサービス終了[167]
- DMM講演 ※依頼講師・タレント紹介サイト
- DMM百万長者 ※当たるんです株式会社が提供している「当たるんです」の仕組みを利用したオートレースくじ[308]。2023年2月28日サービス終了
- DMMいろいろレンタル※衣服、服飾雑貨、家電製品、ベビー・キッズ用品、PC・オフィス機器、旅行用品、イベント用品、アウトドア用品、ゴルフ用品、カメラマン[注 2]、高級車、ロボット、ミストマシン、カメラ機材、ヤギ[注 3]、観葉植物[注 4]の総合レンタルサービス。2023年6月末をもってサービスを終了。
- DMMほけん ※DMM少額短期保険が提供していた少額短期保険
- DMM App Drama ※ジーニアスとの共同事業のベルゲーム配信サービス[97]。「Wish her happiness.」「にゃんカノ」「けもカノ」「でびカノ」を配信
- DMM VR lab ※VR専門のR&D部門
- DMMアイドルオークション ※グラビアアイドル・モデル・レースクィーンの私物・衣装のオークション。2023年7月26日サービス終了
- DMM AUTO ※スマホ完結型クルマ売却アプリ。
- DMM.make AKIBA（旧：DMM.make AKIBA Base） ※富士ソフト秋葉原ビル内（東京都千代田区神田練塀町3）12階にあったモノづくりのためのコワーキングスペース。2024年4月30日閉鎖[309]。
- DMMイベントテクノロジー ※テクノロジーを活用したイベントソリューションの提供
- MOVIE BOOTH（ムービーブース）※動画プラットフォーム[310]
- DMM エージェンシー ※インフルエンサーマネジメント[127]

## 不祥事

### ビットコイン不正流出事件
2024年5月、グループ会社であるDMM Bitcoinから約482億円相当のビットコインが不正に流出した。これを受けて、同社は被害者（顧客）への補償としてグループ会社から計550億円を調達することを同年6月に発表した。
金融担当大臣の鈴木俊一は再発防止の取り組みを徹底していく方針を示した。